# Rachael MacFarlane
Rachael Ann Laudiero (de soltera MacFarlane; nacida el 21 de marzo de 1976 en Kent, Connecticut) es una actriz de voz y cantante estadounidense y hermana de Seth MacFarlane, creador y estrella de las series Padre de familia y American Dad.
Entre sus roles como actriz de voz más conocidos se encuentran ser la voz de Mindy y Eris La Diosa del Caos y la Discordia en Las sombrías aventuras de Billy y Mandy, de la Líder Suprema Número 362 en KND: Los Chicos del Barrio, de Hayley Smith en American Dad, y varios personajes en Padre de familia.
Aparte de esto, Rachael MacFarlane también se ha involucrado en otros aspectos de la animación. Ha sido mánager de producción en Las sombrías aventuras de Billy y Mandy y Bienvenidos a Eltingville, y se encargó de escribir un episodio de Billy y Mandy.
El 25 de septiembre de 2012 debutó como cantante con su primer álbum Hayley Sings tras firmar un contrato con la discográfica Concord Records. El título del álbum hace mención al personaje de American Dad: Hayley Smith por el que es conocida la actriz. Dos de los sencillos del álbum se escucharon en el episodio Love American Dad Style, el cual le sirvió de promoción.